# Andrena lucidicollis
Andrena lucidicollis là một loài Hymenoptera trong họ Andrenidae. Loài này được Morawitz mô tả khoa học năm 1876.